# 上田瑠星
上田 瑠星（うえだ りゅうせい、2000年10月23日 - ）は、日本の俳優である。
スマイルモンキー所属。身長は172cm。

## 出演

### テレビドラマ
- 渡る世間は鬼ばかり（2006年、TBS） - 園児 役
- エジソンの母（2008年、TBS） - 1年1組生徒 役
- 怪物くん（2010年、日本テレビ） - ノブオ 役

### CM出演
- ディノス テレビショッピング「ペンタックス編」（2005年）
- 東京都「緑の東京10年プロジェクト」（2007年）

## スチール担当
- アガツマブロックパッケージ（2003年）
- フルベール館カタログ2007年版（2007年）
- トヨタ新年（2007年）